# Austromacquartia claripennis
Austromacquartia claripennis là một loài ruồi trong họ Tachinidae.